# Eumeo

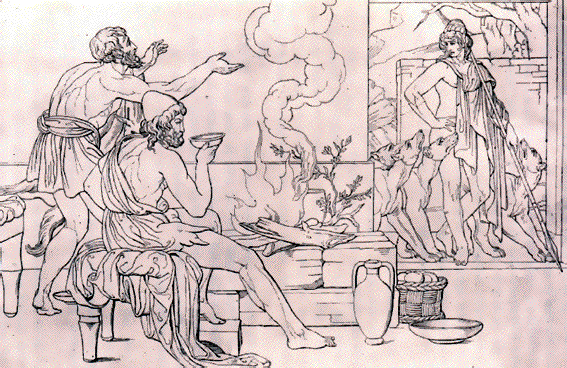
Bonaventura Genelli (1798 - 1868): Eumeo, Odiseo y Telémaco.

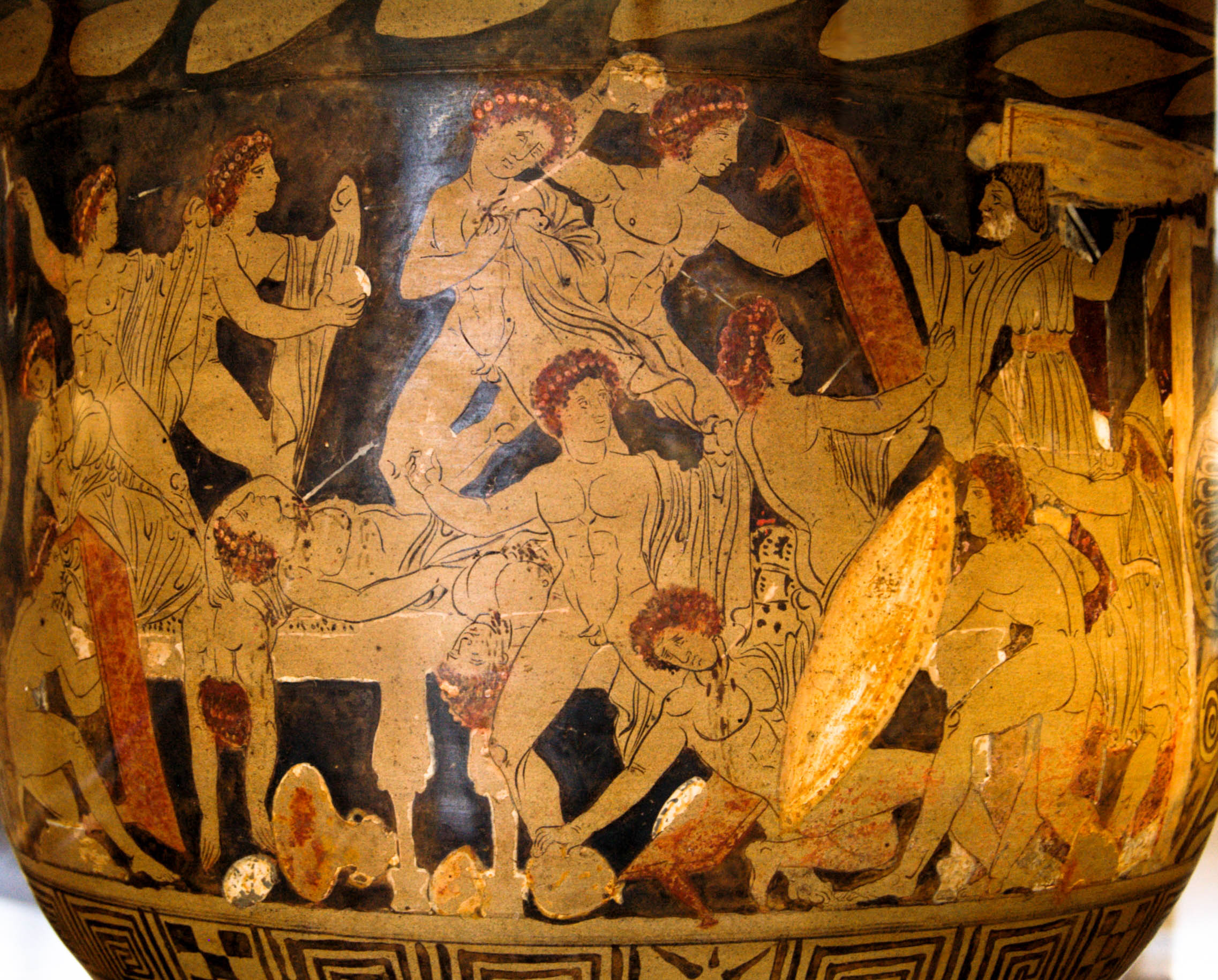
Mnēstērophonía: matanza de los pretendientes por Odiseo, Telémaco y Eumeo (derecha). Crátera de campana de figuras rojas de Campania, tal vez de Capua. 330 a. C. Museo del Louvre.

Eumeo (en griego antiguo, Εὔμαιος; en latín, Eumaeus) es un personaje de la mitología griega: un criado del rey Odiseo.

## Personaje y significado
Eumeo es un personaje de la Odisea, poema épico griego de Homero. Aparece a partir del Canto XIV (Conversación de Odiseo con Eumeo).
Es porquero y sirviente en Ítaca, y fiel a su señor. Proviene de la isla de Siria, llamada Girba por Aurelius Victor, es hijo del rey Ctesio Orménida. De pequeño fue secuestrado por una esclava y unos marinos comerciantes, y poco tiempo después sería vendido en Ítaca.
Se convierte en un personaje esencial en el regreso de Odiseo, al que acoge cuando llega vestido de mendigo; después le ayudará a matar a los pretendientes de Penélope. 
Junto con el boyero Filetio, otro criado de confianza, el porquero anuncia a los pretendientes la llegada de Odiseo, convertido en mendigo. Más adelante, vigila también las habitaciones de las criadas reteniendo a los pretendientes y lucha junto a Odiseo. Finalmente, tortura y da muerte a otro criado: el cabrero Melantio, que había humillado a su amo.
Eumeo es el único personaje en la Odisea al que el narrador trata en segunda persona: δι Εὔμαιη (‘tú, Eumeo’). Con frecuencia, también se refiere a él como «porquero noble» y como «príncipe de los porqueros».

## Repercusiones en otros autores
- Eumeo aparece reflejado en la obra Ivanhoe, de Walter Scott, como el porquero Gurth. En dicha obra se le llama «este segundo Eumeo» después de que él y el bufón Wamba discuten la incautación injusta de la carne del ganado por los barones normandos.[3]